# 1661 en santé et médecine
| Années de la santé et de la médecine : 1658 - 1659 - 1660 - 1661 - 1662 - 1663 - 1664    |
| Décennies de la santé et de la médecine : 1630 - 1640 - 1650 - 1660 - 1670 - 1680 - 1690 |

Cet article présente les faits marquants de l'année 1661 en santé et médecine.

## Événements
- 7 février : Mazarin, malade, se fait transporter à Vincennes où est la cour[1].
- Octobre : Molière s’installe dans la maison neuve du médecin Louis-Henri d'Aquin, rue Saint-Thomas-du-Louvre, en face de son théâtre[2],[3].

- Le chimiste irlandais Robert Boyle isole le méthanol[4], composé toxique utilisé parfois comme adultérant d'autres alcools de consommation courante.
- Jan Swammerdam (1637-1680) entre à l'université de Leyde pour y étudier la médecine sous la direction notamment de Johannes Van Horne (1621-1670) et de Franciscus de le Boë (1614-1672)[5].
- Johann Joachim Becher (1635-1682) obtient son diplôme de médecin à l'Université de Mayence[6].
- Épidémie de « fièvre » à Londres, probablement la fièvre typhoïde[7].

## Publications

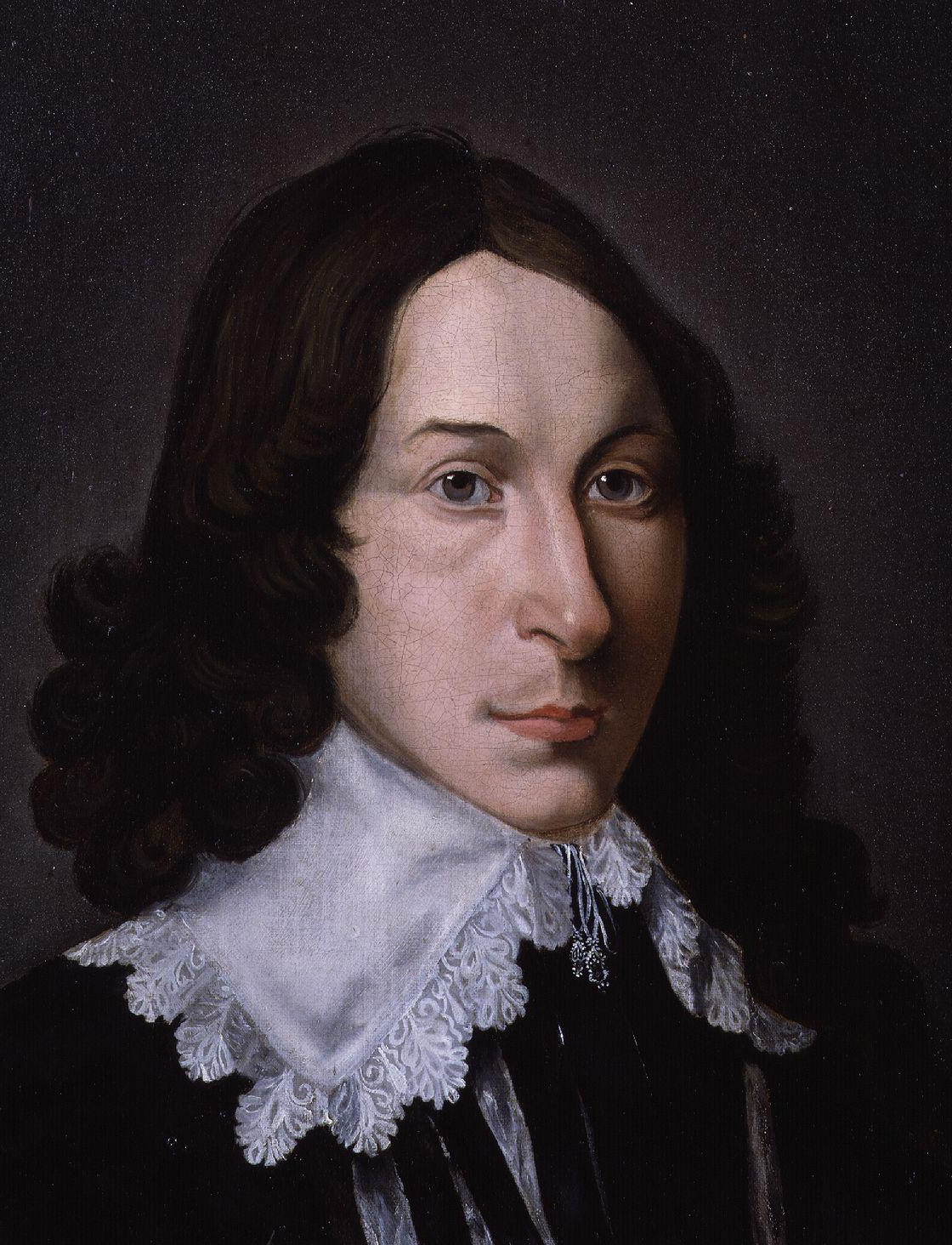
John Evelyn par Hendrick Van der Borcht

- John Evelyn publie un des premiers livres consacrés à la pollution : « Fumifugium (en) »[8].
- Malpighi présente ses études sur la structure des poumons de grenouilles dans « De pulmonibus observationes anatomicae »[9]. Il décrit les vaisseaux capillaires et la communication entre sang veineux et sang artériel[10].

## Naissances
- 11 février : Philippe Hecquet (mort en 1737), médecin français.
- 3 mai : Antonio Vallisneri (mort en 1730), médecin et naturaliste italien[11].

## Décès
Date indéterminée
- Claude Quillet (né en 1602), médecin et poète français.
- Pietro Castelli (né vers 1570), médecin et naturaliste italien.